# ブザウ県
| 県章 ブザウ県の位置 |                        |
| 地域                | 南東地域               |
| 歴史的な地域        | ワラキア（ムンテニア） |
| 県都                | ブザウ                 |
| 面積                | 6,103km²               |
| 人口                | 404,979人（2021年）    |
| 人口密度            | 66人/km²               |
| ISO 3166-2          | RO-BZ                  |

ブザウ県（ブザウけん、Judeţul Buzău）は、ルーマニアのワラキア（ムンテニア）地方の県。県都はブザウ。
人口は404,979人（2021年国勢調査）。民族構成はルーマニア人が346,825人、ロマ人が17,747人など。

## 地理
東はブライラ県、西はブラショフ県とプラホヴァ県、北はコヴァスナ県とヴランチャ県、南はヤロミツァ県に接する。
県の北は東カルパティア山脈の南端にあたり、1700m以上の山地である。南と東に向かって標高が低くなり、バラガン平野が広がる。主要な河川はブザウ川で、東に向かって流れシレト川に注ぐ。ブザウ川には多くの小さな支流があり、洪水の多い地域である。
県北部の山岳地帯に泥火山、砂岩のコンクリーション、岩塩ドームなどの地形が多いため、2022年にこれらの地域が「ブザウの土地ジオパーク」（Geoparcul „Ținutul Buzăului”）としてユネスコ世界ジオパークに指定されている。

## 経済
主要な産業は、機械（鉄道、自動車）部品、金属部品、ガラス、食品、繊維、木材。丘陵地帯はワインや果実の栽培に適している。

## 行政区画
県は2つの都市、3つの町、82の基礎自治体からなる。

### 主な都市
- ブザウ（約13万7千人）
- ルムニク・サラト（約4万人）

## 註
1. 1 2  “Tabel-2.02.1-si-Tabel-2.02.2.xlsx”. ルーマニア国家統計局. 2024年8月28日閲覧。
2. ↑  “Ţinutul Buzăului a devenit oficial geoparc internaţional UNESCO” (ルーマニア語). www.digi24.ro. 2022年5月23日閲覧。
3. ↑  “Things to see - Buzău Land” (英語). buzauland.org. 2022年5月23日閲覧。
4. ↑  “UNESCO designates 8 new Global Geoparks | UNESCO” (英語). www.unesco.org (2022年4月13日). 2022年5月23日閲覧。